# Richard Long

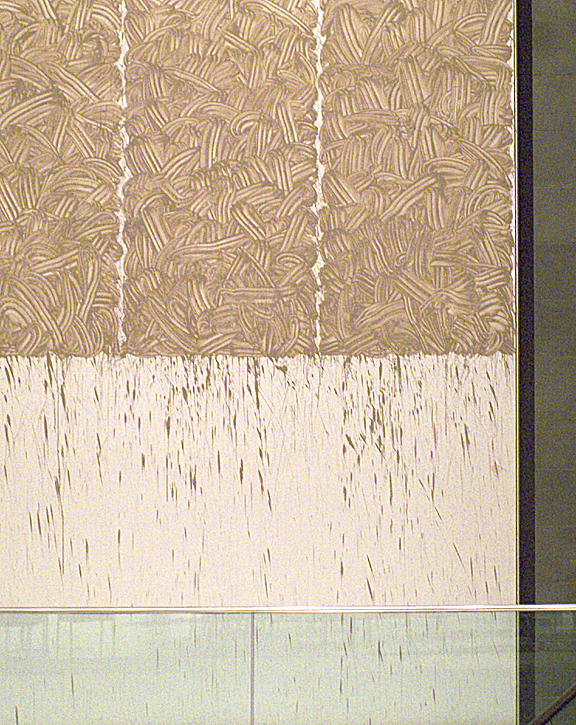
Detail of Riverlines installed in the lobby of the Hearst Tower (New York City)

Richard Long (Bristol, 1945. június 2. –) angol szobrász, festő, fotós, a land art irányzat egyik kiemelkedő alakja.

## Munkássága
Az angliai Bristol városban született és ott is tanult a West of England College of Art-ban, majd a londoni St Martin's School of Art-ban folytatta tanulmányait.
Az amerikai művészek monumentalitás és fenségesség igényéhez képest Long csupán egyszerű vándornak hat, aki eszközmentesen helyezi el apró jeleit vagy dokumentálja rendszerezhető látványélményeit útjain. Nem monumentális, nem heroikus amit tesz. 
Az érzékenyebb tájátalakítás az európai érzékenységhez kötődik (földbe vájt, növényekben nyomot hagyó). Különösen az angol művészetben jelentkezik (Angliában nagy hagyomány van a kertművészetnek). Ezek közül a legfinomabb leginkább antiheroikus az amerikaiakkal szemben Richard Long.
„Úgy használom a valóságot, ahogy találom, tervnek és lehetőségnek egyszerre" – mondta. Mutat bizonyos költői érzékenységet, ahogy a meditáció egyik formáját, a hosszú sétautakat, azok nyomait a táj végtelenségében megragadhatóvá próbálja tenni. Hosszú vándorlásai a Himalájában, az Andokban, Ausztráliában, Japánban és Izlandon urai szépségű, egyszersmind titokzatos dokumentációkban kerülnek elénk. A jelek, amiket a vándorlások során maga mögött hagyott, egyszerű kődarabkörök, négyzetek, egy négyszögletes halom széna. Ezeket fényképezte le. Később azután ezeket a dokumentációkat kiállításokon, múzeumokban helyezte el éspedig úgy, hogy a személyes kísérlet mögött eleven tényként váljon hangsúlyossá a cselekvések mögött meghúzódó egyetemes törvény, az eleve létező univerzális szabály, az „élet rendje".
Richard Long a maga „sétáival" nemcsak folytatója a brit hagyománynak a kelta kőköröktől Wordsworth, a költő híres, versekben megörökített sétáinak a Tóvidéken, de részese volt annak a törekvésnek is, ami az új szobrászat új szabályainak és lehetőségeinek a megtalálásában a „hely állandóságának és az utazások során bekövetkező elmozdulásnak" az elemzésével.
Apró nyomokat is hagy maga után, melyeket a természet hamar eltüntet; vagy pedig fényképez (ill. a kettőt együtt). A természettel való kapcsolatát ott hagyott finom kis jelekkel nyilvánítja ki. Elemi formákat hoz létre melyek a egész világon ismertek már a megjelenő civilizációk kezdetén: egyenes vonalak, körök, spirálok, labirintusok, keresztek, stb. ezeket a formákat rakja ki kövekből és botokból, valamikor a növényekből. Sokkal inkább „kertészként" működött a buldózeres amerikaiakkal szemben. Ezeket a helyeket szent helyeinek tekinti.

## Friss kiállítások
- 2006. szeptember 7 – Október 7,1 + 1 = 2 with Roger Ackling at Von Lintel Gallery, New York Vonlintel.com
- 2006. Május 21 – Október 1 at Lismore Castle, Lismore (Ireland) from the Richard Long newsletter

## Híres alkotásai
- Vonal, amit egy séta hozott létre: (1967) 1967-ben még művésznövendék volt, amikor a Vonal, amit egy séta hozott létre című munkája elkészült. Oda-vissza sétálása során lábnyomai kialakították az ösvényt, amiről azután fénykép-dokumentáció készült. Az első séta szobor volt ez.
- Séta 10 méteres vonalon: 1969 decemberében egy 10 méteres vonalon sétált és fél mérföldenként fényképezett, filmezett előre és hátra (42 fotó készült).

Sétái mellett a természeti anyagokat is beviszi a kiállítótérbe. Legtöbbször a kör és a spirál motívumát használja.
- Vörös kör: (1980)
- Kőmező: (1986) A Liverpool-ban készített mű egy politikai szituációra reagál. A helység ahol a Kőmező helyezkedik el üresen hagyott munkanélküli hivatal, amit az  ott lévő művészek kiállítótérnek illetve műteremnek akartak használni. Long ezért állított itt ki, hogy felhívja a figyelmet a kihasználatlan térre. Long maga finanszírozta az egészet, de végül az épületet mégsem kapták meg a művészek.
- A Koncentrikus köröket Írországban, 1967-ben rajzolta meg a brit Richard Long.

Sármunkákat is készít, ahol a kezével hoz létre mintákat.